# Giorgio Dal Monte
Giorgio Carlo Dal Monte, né le 4 mai 1931 à Aoste et mort le 15 août 1992 dans la même ville, est un footballeur italien évoluant au poste d'attaquant. Il est notamment connu pour ses passages au Genoa et à l'AC Milan.

## Biographie
Formé à l'US Aoste (it), Giorgio Dal Monte commence sa carrière professionnelle en 1947 au sein de ce club. Il rejoint le Genoa en 1952, alors en Serie B. Lors de sa première saison, il marque 8 buts et contribue à la montée du club en Serie A. Pendant ses trois saisons au Genoa, il s'impose comme un élément clé de l'attaque et marque 17 buts en première division,.
En 1955, Dal Monte est recruté par l'AC Milan. Il y dispute une saison productive avec 11 buts en 21 matchs et remporte la Coupe Latine 1956. Il se distingue aussi en Coupe des clubs champions, marquant 3 buts en 5 matchs, dont une doublé lors de la demi-finale contre le Real Madrid.
Après cette saison, il retourne au Genoa, où il continue à évoluer jusqu'à 1961. Dal Monte termine ensuite sa carrière au Rapallo Ruentes 1914 (it) en Serie D,.
Au total durant sa carrière, il dispute 167 matchs pour 53 buts marqués en Serie A.

## Palmarès
Genoa
- Serie B :
  - Vainqueur : 1952-53.

 AC Milan
- Coupe Latine :
  - Vainqueur : 1956.

 Rapallo Ruentes 1914 (it)
- Serie D :
  - Vainqueur : 1961-62 (Groupe A).